# إيفرتون غونسالفيس ساتورنينو
إيفرتون غونسالفيس ساتورنينو (بالبرتغالية: Everton Gonçalves Saturnino‏) هو لاعب كرة قدم برازيلي في مركز الدفاع، ولد في 5 فبراير 1990 في كاسكافل في البرازيل. لعب مع نادي شيانج ري يونايتد.

## وصلات خارجية
- إيفرتون غونسالفيس ساتورنينو على موقع قاعدة بيانات كرة القدم.إي يو (الإنجليزية)
- إيفرتون غونسالفيس ساتورنينو على موقع Soccerway.com (الإنجليزية)